# Breteuil (Eure)
Breteuil, también denominado Breteuil-sur-Iton,   es una comuna nueva francesa situada en el departamento de Eure, de la región de Normandía.

## Historia
Fue creada el uno de enero de 2016, en aplicación de una resolución del prefecto de Eure de 9 de diciembre de 2015 con la unión de las comunas de Breteuil, Cintray y La Guéroulde, pasando a estar el ayuntamiento en la antigua comuna de Breteuil.

## Demografía
| Gráfica de evolución demográfica de Breteuil entre 1800 y 2014 |
|                                                                |

Los datos entre 1800 y 2014 son el resultado de sumar los parciales de las tres comunas que forman la nueva comuna de Breteuil, cuyos datos se han cogido de 1800 a 1999, para las comunas de Breteuil, Cintray y La Guéroulde de la página francesa EHESS/Cassini. Los demás datos se han cogido de la página del INSEE.

## Composición
| Comuna delegada | Código INSEE | Población (2013) | Superficie (km²) | Densidad (hab./km²) |
| --------------- | ------------ | ---------------- | ---------------- | ------------------- |
| Breteuil        | 27112        | 3221             | 55.05            | 59                  |
| Cintray         | 27159        | 467              | 16.27            | 29                  |
| La Guéroulde    | 27305        | 846              | 11.32            | 75                  |